# Dicrurus menagei
Dicrurus menagei là một loài chim trong họ Dicruridae.